# 越南語維基百科
越南語維基百科是維基百科協作計劃的越南語版本，由非營利組織維基媒體基金會負責运营。目前是各語言維基百科計劃中，規模排名第13（依條目量計算）的維基百科。計劃開始於2001年，截至2021年1月5日，已有1,260,222個條目。然而，該語言版本中有約67%的條目都是由機器人創建的。

## 破坏
作为维基百科的一个语言版本，越南语维基百科常因开放编辑而遭到破坏。网民发现胡玉荷、宝诗、艾萨克·牛顿等条目都经常被破坏，这些破坏事件有时也会获得越南媒体的报道。

## 紀念標誌

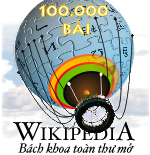
100000條目里程碑標誌
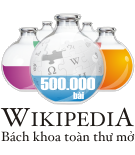
500000條目里程碑標誌
1000000條目里程碑標誌

## 外部連結
- 越南語維基百科 （页面存档备份，存于）